# Paulus Budi Kleden

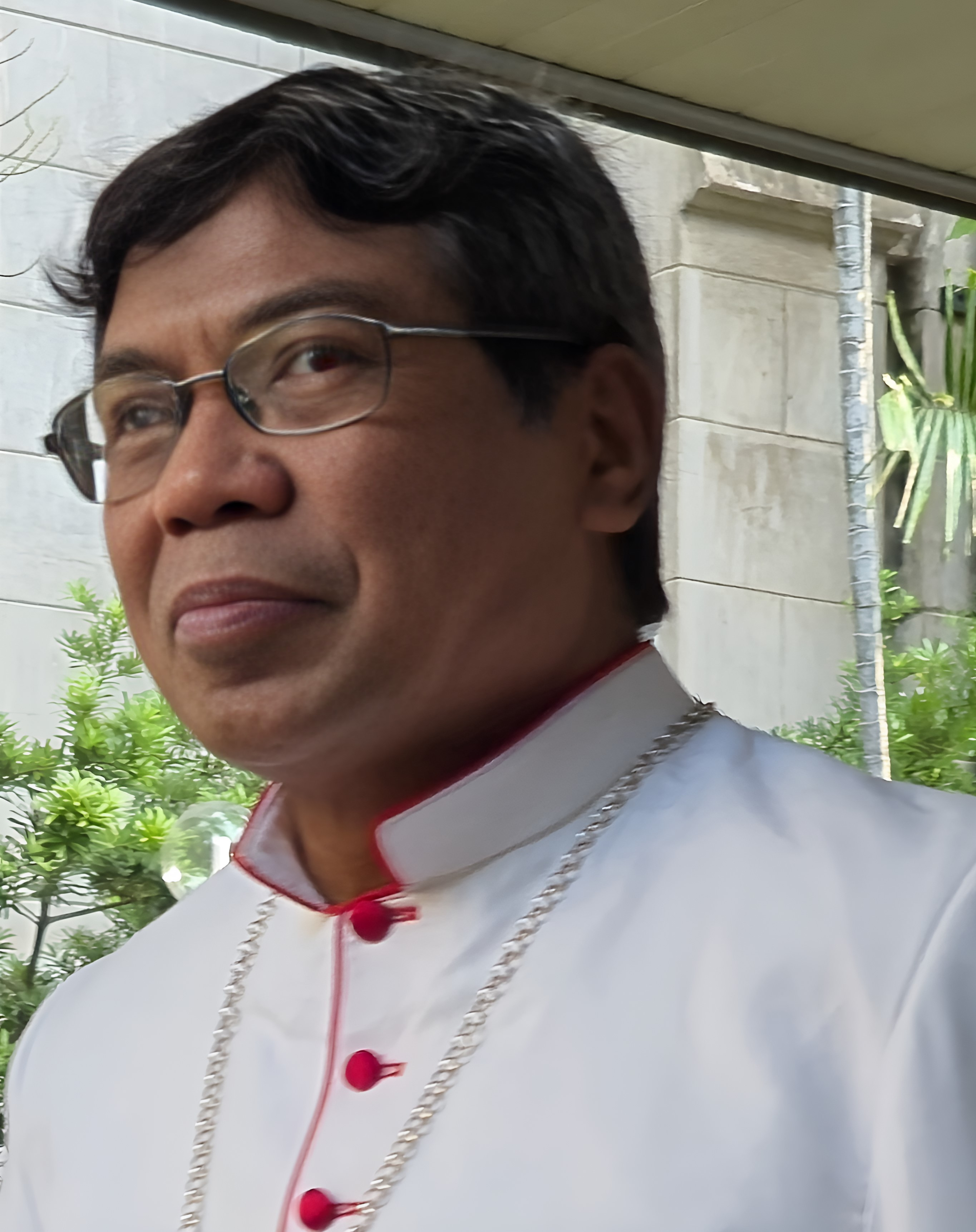
Paulus Budi Kleden (2024).

Paulus Budi Kleden SVD (geb. 16. November 1965 in Waibalun, Flores) ist ein indonesischer römisch-katholischer Ordensgeistlicher und Erzbischof von Ende. Er war von 2018 bis 2024 der 12. Generalsuperior der Steyler Missionare.

## Leben
Paulus Budi Kleden trat 1985 als Novize in die Ordensgemeinschaft der Steyler Missionare ein. Er wurde in Ledalero in Indonesien und im österreichischen Missionshaus St. Gabriel ausgebildet. Hier legte er am 15. August 1992 die ewige Profess ab und empfing am 19. Mai 1993 durch den Wiener Erzbischof Hans Hermann Kardinal Groër die Priesterweihe. Nach drei Jahren in der Schweiz lebte er von 1996 bis 2001 in Deutschland, wo er 2000 in Freiburg im Breisgau mit einer Dissertation über die Christologie von Johann Baptist Metz zum Dr. theol. promoviert wurde. Von 2001 bis 2012 wirkte er als Theologie- und Philosophieprofessor sowie als Studienpräfekt an der ordenseigenen Hochschule STFK Ledalero auf Flores. 2012 wurde er vom Generalkapitel seines Ordens in den Generalrat gewählt.
Er wurde 2018 auf dem 18. Ordenskapitel der Gesellschaft des Göttlichen Wortes (18th General Chapter) im Centro Ad gentes in Nemi, Italien, zum 12. Generalsuperior gewählt. Er leitete seither zusammen mit dem Generalrat die Steyler Missionare von Rom aus, wo das Generalat seinen Sitz hat. Budi Kleden interessieren unter anderem die Politik und Kultur in Indonesien aus katholischer Sicht.
Papst Franziskus ernannte ihn am 25. Mai 2024 zum Erzbischof von Ende. Der Apostolische Nuntius in Indonesien, Erzbischof Piero Pioppo, spendete ihm am 22. August desselben Jahres in der Kathedrale von Ende die Bischofsweihe. Mitkonsekratoren waren der Bischof von Maumere, Ewaldus Martinus Sedu, und der Bischof von Ruteng, Siprianus Hormat.

## Publikationen (Auswahl)
- Christologie in Fragmenten. Die Rede von Jesus Christus im Spannungsfeld von Hoffnungs- und Leidensgeschichte bei Johann Baptist Metz. Lit, Münster 2001, ISBN 3-8258-5198-2 (Diss., Universität Freiburg (Breisgau) 2000) – (Online-Teilansicht)
- Teologi terlibat : politik dan budaya dalam terang teologi. Maumere: Ledalero, 2003 (Inhaltsübersicht)